# John Ellis (natuuronderzoeker)
John Ellis (1710 of 1714 – Londen, 15 oktober 1776) was een Iers linnenkoopman en natuuronderzoeker.
Ellis was gespecialiseerd in het bestuderen van koralen. Hij werd benoemd tot Royal Agent voor de Republiek West-Florida in 1764 en in 1770 voor Dominica. Ellis importeerde veel zaden en planten naar Engeland vanuit Amerika. Hij correspondeerde met veel botanici, onder meer met Carl Linnaeus. Ellis' essay Directions for bringing over seeds and plants from the East Indies (1770) bevatte de eerste illustratie van de venusvliegenvanger.

## Erkenning, en verdere geschriften

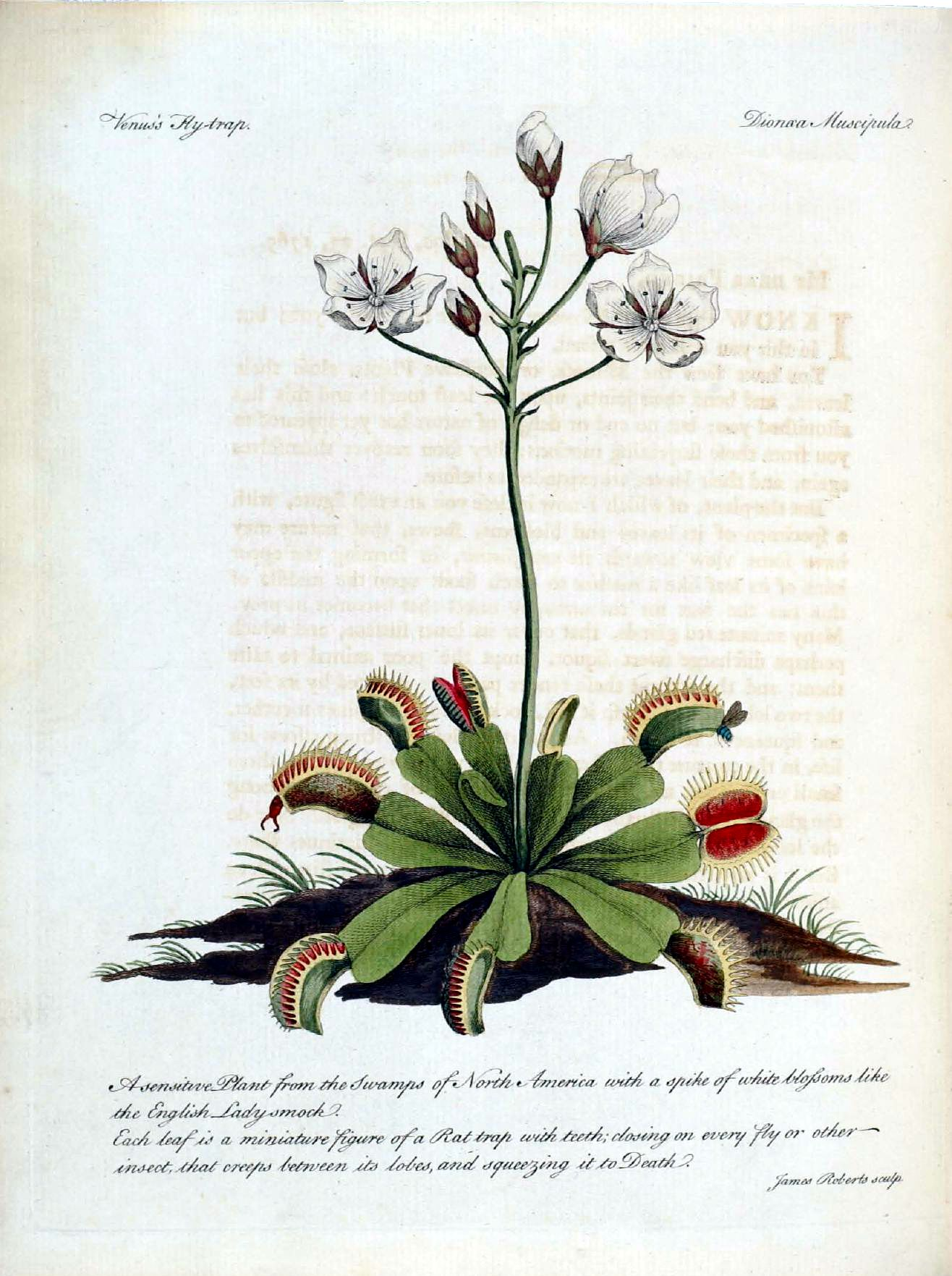
Illustratie van een venusvliegenvanger in Ellis' A Botanical Description of the Dionoea muscipula

Ellis werd in 1754 verkozen tot Fellow of the Royal Society. Het jaar daarop publiceerde hij An Essay towards the Natural History of the Corallines. Ellis werd in 1767 bekroond met de Copley Medal. Zijn Natural History of Many Uncommon and Curious Zoophytes, geschreven samen met Daniel Solander, verscheen postuum in 1776.
De standaard auteursafkorting J.Ellis wordt gebruikt om Ellis aan te geven als auteur bij het citeren van een botanische naam.
- Bibliothèque nationale de France: cb150285953 (data)
- Author citation (botany): J.Ellis
- Stuttgart Database of Scientific Illustrators 1450–1950: 2671
- Gemeinsame Normdatei: 119507331
- International Standard Name Identifier: 0000 0001 0928 5784
- Library of Congress Control Number: n82207962
- Nationale Bibliotheek van Tsjechië: mzk2006356106
- Nationale bibliotheek van Australië: 35152698
- Nationale Bibliotheek van Israël: 987007260865405171
- Nederlandse Thesaurus van Auteursnamen: 339735643
- Réseau des bibliothèques de Suisse occidentale: 02-A022834405
- LIBRIS: 170904
- SNAC: w6xw5326
- Système universitaire de documentation: 072308176
- Museum of New Zealand Te Papa Tongarewa: 50547
- Trove: 843761
- Union List of Artist Names: 500446541
- Virtual International Authority File: 100190716
- WorldCat: E39PBJqK9pHf3tp6WtCDHG67pP